# Boubaker Ezzitouni
Pour les articles homonymes, voir Zitouni.
Boubaker Ezzitouni ou Boubaker Zitouni (arabe : بوبكر الزيتوني), né le 16 novembre 1965 à Tunis, est un footballeur tunisien actif dans les années 1980 et 1990.
Gardien de but, il a gardé les cages du Club olympique des transports puis du Club africain. Il a aussi été le gardien de l'équipe de Tunisie même si sa carrière internationale souffre de la concurrence de Chokri El Ouaer et d'Ali Boumnijel.
Avec le Club africain, Boubaker Ezzitouni réussit l'exploit de garder ses cages inviolées durant 1 004 minutes, ce qui constitue un record en Tunisie. Ce record est battu  en 2008 par un autre gardien du Club africain, Adel Nefzi, avec 1 269 minutes sans encaisser de buts.